# Johanne Perron
Pour les articles homonymes, voir Perron.
Johanne Perron, née le 13 avril 1959 à Chicoutimi, Québec, est une violoncelliste et professeure québécoise.

## Biographie

### Formation et concours
Dès l'âge de 8 ans, Johanne Perron étudie le violoncelle et le piano au Conservatoire de musique de Chicoutimi. Sa mère est alors professeure dans une école de musique de la ville. Elle quitte sa ville à l’âge de 13 ans pour s’installer à Québec. Elle obtient son baccalauréat du Conservatoire de musique de Québec, où elle étudie auprès du violoncelliste Pierre Morin puis remporte le Premier prix en musique de chambre (1977) et le Premier prix de violoncelle (1978).
En 1976, elle joue avec l'Orchestre symphonique de Montréal.
En 1978, elle remporte le premier concours organisé par l’Orchestre symphonique de Québec, concours réservé aux cordistes.
En 1979, grâce à une bourse du Conseil des arts du Canada, elle commence à étudier à la faculté de musique de l'École de musique de Yale de New Haven (Connecticut), aux États-Unis, où elle étudie auprès d’Aldo Parisot. Elle y obtient sa maitrise et se voit attribuer le George Knight Houpt Memorial Scholarship, une bourse remise à un ou une cordiste qui s’est démarqué durant ses études à l’université.  Elle se perfectionne par la suite à la Julliard School of Music de New York, de 1982-1983, auprès de Leonard Rose.
En 1982, elle est lauréate du Prix d’Europe en plus de recevoir le premier prix des cordes du Tremplin international des Concours de musique du Canada.
Johanne Perron a aussi reçu les enseignements de plusieurs violoncellistes de renom, tel Janos Starker à Banff, Paul Tortelier à Los Angeles et Pierre Fournier à Genève.

### Carrière
Comme soliste, elle s’est présentée en concert avec les orchestres symphoniques de Québec, de Montréal, de Lisbonne et de Mexico. Elle a joué sous la direction de plusieurs chefs d’orchestres de renom, dont Charles Dutoit, Franz-Paul Decker, Arthur Weisberg et Otto Werner Muller, et joué en récital dans plusieurs pays, soit le Canada, les États-Unis, le Mexique et le Brésil, ainsi qu’en Europe.
Elle est membre fondatrice de deux ensembles de cordes, soit le Cellissimo Duo et le Trio Garami, un trio rendant hommage au violoniste Arthur Garami.
Durant sa carrière, elle a enseigné dans plusieurs universités au Canada et aux États-Unis. En 1989, elle commence à enseigner à l’Université de Caroline du Nord à Greensboro. En 1991, elle décroche un poste de professeure à la Lynn University, en Floride. Elle a aussi enseigné au Mount Royal Conservatory. En 2000, elle se réinstalle au Québec, où elle enseigne à l'Université de Montréal. Elle est présentement professeure adjointe à l’Université de Calgary.
Elle a trois filles, qui sont toutes des musiciennes. Sa fille Natasha Jaffé est violoncelliste, alors que ses filles Sheila Jaffé et Isabella d’Éloize Perron, sont violonistes,. Johanne Perron habite présentement en Colombie-Britannique.
Elle joue présentement sur un violoncelle du luthier italien Grancino, fabriqué en 1705, ainsi que sur un instrument moderne de Richard Compartino.

## Discographie
- 1986: Villa-Lobos, Bach/ The Yale Cellos of Aldo Parisot, Arleen Auger, Bach Bachianas[14]

## Distinctions

### Prix
- 1977 : premier prix en musique de chambre au Conservatoire de Québec[3]
- 1978 : premier prix de violoncelle au Conservatoire de Québec[3]
- 1978 : premier prix au concours de cordistes de l'orchestre symphonique de Québec[3]
- 1982 : lauréate du Prix d'Europe[5]
- 1982 : premier prix des cordes du Tremplin des Concours de musique du Canada[2]

### Bourses
- Bourse du Conseil des arts du Canada[2]
- Bourse de la Yale School[4]